# Phosphor trắng
Phosphor trắng, hay phosphor vàng, hoặc đơn giản là tetraphosphorus (P4) là một dạng thù hình của Phosphorus. Nó là một chất rắn dạng sáp trong mờ, nhanh chóng trở  màu vàng khi tiếp xúc với ánh sáng (do quá trình chuyển đổi quang hóa thành Phosphor đỏ). Vì lý do này, nó được gọi là phosphor vàng. Phosphor trắng là dạng thù hình đầu tiên được biết đến của phosphor và trên thực tế là chất cơ bản đầu tiên được phát hiện mà không được biết đến từ thời cổ đại. Nó phát sáng màu xanh lục trong bóng tối (khi tiếp xúc với oxy), rất dễ cháy và tự bốc cháy khi tiếp xúc với không khí. Đây là chất độc hại, gây tổn thương gan nghiêm trọng khi nuốt phải và gây bệnh oại tử hàm do nuốt phải hoặc hít phải trong thời gian dài. Mùi cháy của dạng này có mùi tỏi đặc trưng và các mẫu thường được phủ bằng khói "phosphor pentoxide" màu trắng, bao gồm tứ diện P4O10 với oxy được chèn vào giữa các nguyên tử phốt pho và tại các đỉnh của chúng. Phốt pho trắng ít tan trong nước và có thể được bảo quản trong nước. Nó cũng tan trong benzen, dầu mỏ, carbon disulfide và lưu huỳnh dichloride.

## Cấu trúc

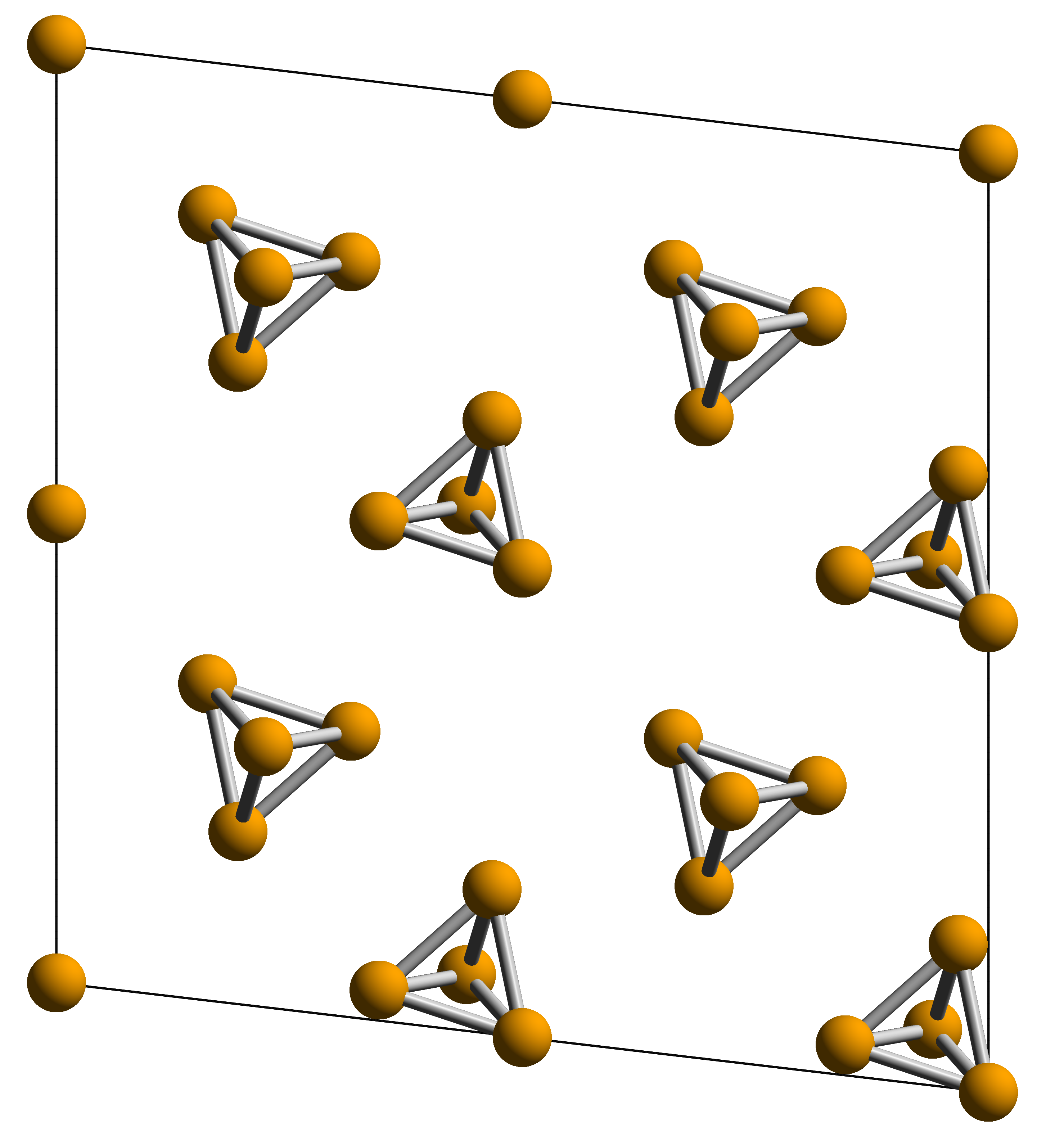
Cấu trúc tinh thể Phosphor trắng

Phosphor trắng tồn tại dưới dạng phân tử gồm bốn nguyên tử phosphor trong cấu trúc tứ diện, được nối bằng sáu liên kết đơn P-P. Sự sắp xếp tứ diện dẫn đến sự căng vòng và mất ổn định.  Mặc dù cả hai đều được gọi là "phosphor trắng", trên thực tế, người ta đã biết đến hai dạng thù hình tinh thể khác nhau, hoán đổi thuận nghịch ở 195,2 K. Trạng thái chuẩn của nguyên tố là dạng lập phương α tâm khối, thực tế là dạng bán bền trong điều kiện chuẩn. Người ta tin rằng dạng β có cấu trúc tinh thể lục giác.
Phosphor trắng nóng chảy và hơi tồn tại ở dạng phân tử tứ diện, cho đến 800 °C (1.500 °F; 1.100 K) khi nó bắt đầu phân hủy thành phân tử P2. Phân tử P4 trong pha khí có độ dài liên kết P-P là rg = 2,1994(3) Å như đã được xác định bằng phương pháp nhiễu xạ điện tử. Dạng β của  trắng chứa ba dạng phân tử P 4 hơi khác nhau, với 18 độ dài liên kết P-P dao động từ 2,1768(5) đến 2,1920(5) Å. Độ dài liên kết P-P trung bình là 2,183(5) Å.

## Tính chất hóa học
Mặc dù phosphor trắng không phải là dạng thù hình ổn định nhất của phosphor, nhưng bản chất phân tử của nó cho phép nó dễ dàng được tinh chế. Do đó, nó có nhiệt hình thành bằng không.
Trong môi trường kiềm, phosphor trắng tự oxy hóa khử thành phosphin và nhiều loại muối acid oxo của phosphor.
Nhiều phản ứng của phosphor trắng liên quan đến liên kết P-P, chẳng hạn như các phản ứng với oxy, lưu huỳnh, phosphor tribromide và ion NO+.
Nó tự bốc cháy trong không khí ở khoảng 50 °C (122 °F), và ở nhiệt độ thấp hơn nếu được chia nhỏ (do điểm nóng chảy giảm). Phốt pho phản ứng với oxy, thường tạo thành hai oxit tùy thuộc vào lượng oxy có sẵn: P4O6 (phosphor trioxide) khi phản ứng với ít oxy và P4O10 khi phản ứng với lượng oxy dư. Trong một số ít trường hợp, P4O7, P4O8 và P4O9 cũng được hình thành, nhưng với số lượng nhỏ. Quá trình đốt cháy này tạo ra phosphor (V):
P4 + 5O2 → P4O10